# Il veleno del piacere
Il veleno del piacere è un film muto italiano del 1918 diretto da Gennaro Righelli.